# 平流层

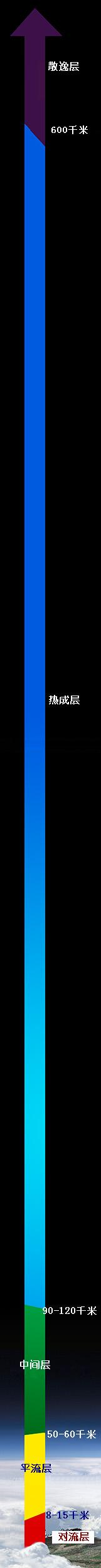
黃色的部分是平流層（Stratosphere）。

平流層（英語：stratosphere）是地球大气圈中位于对流层上方和中间层下方的一层。其下界即对流层上界，依纬度、季节而变，距地面8~18千米，平均11~12千米；其上界距地面50~55千米。平流层的温度变化趋势（逆温分布）与对流层相反，随着高度的增加，气温大体呈递增趋势，至平流层顶达-3℃左右，最高可达17℃。由于上热下冷，在平流层裡大气多大尺度平流运动，幾乎没有上下对流，气流平稳，且很少出现云雨等天气现象，能见度（透明度）好。
平流层的热源主要是臭氧，靠其吸收太阳紫外线辐射而增温。平流层聚集了大气层中约90%的臭氧，臭氧浓度高值处称臭氧层。臭氧层吸收了到达地球的绝大部分紫外线，对人和其他生物有重要的保护作用。近几十年来，臭氧层受到了严重破坏，尤其是被称作“臭氧层空洞”的南极上空臭氧浓度极低值区。
尽管天气现象少见，但中、高纬度（尤其是北欧等地）早、晚时偶可观测到由细小冰晶组成的，有珍珠斑色彩，薄而透明的珠母云。平流层环流变化常为对流层环流变化的先兆，因而对长期天气预报有参考价值。

## 别名
1902年，法國氣象學家德博和德國氣象學家阿斯曼經過協調，分別發表了各自多年觀察的結果。他們依據高空氣球儀表所記錄到的溫度，在高度約11~14公里處發現一個等溫層（isothermal layer），位於平流層下部的底端。平流層別稱同溫層，正源於此。

## 范围与气温结构
平流层下接对流层，上承中间层，或平流层以上又可统称上层大气。其下界即对流层上界（具体来说，与对流层之间还有一个称作“对流层顶”的过渡层），受地面影响，高度依纬度、季节而变化，距地面8~18千米，平均11~12千米。平流层上界据不同说法在50~55千米之间。
平流层的温度变化趋势为逆温分布。随着高度的增加，气温起初不变或略升（对流层顶平均气温为高纬-53℃~低纬-83℃），至距地面约30千米时显著上升，尤其是35千米（臭氧层顶）以上迅速上升，至平流层顶达-3℃左右，最高可达17℃。

### 臭氧层
平流层有如此气温结构的原因是其热源主要为臭氧。对流层主要靠吸收地面辐射的红外线而升温，而平流层主要靠臭氧直接吸收太阳紫外线辐射而增温。平流层聚集了大气层中约90%的臭氧，臭氧浓度高值区称臭氧层。臭氧的浓度会随着纬度、季节、天气等变化而不同，“高浓度”阈值的定义也不同，依据臭氧浓度而划定的臭氧层范围也并非固定值，有22~25千米、20~25千米、20~30千米、15~35千米等多种说法，或直接将10~50千米大致整个平流层都称作臭氧层。臭氧层上部尽管臭氧含量逐渐减少，但紫外线辐射尤为强烈，因此成为气温随高度上升最显著的区域。
臭氧层吸收了到达地球的绝大部分紫外线，对人和其他生物有重要的保护作用。近几十年来，臭氧层受到了严重破坏，尤其是被称作“臭氧层空洞”的南极上空臭氧浓度极低值区。1987年联合国签署了《蒙特利尔议定书》限制氟氯烷烃的生产和使用以保护臭氧层。

## 天气与气候
由于上热下冷，在平流层裡大气多大尺度平流运动，幾乎没有上下对流，气流平稳，再加上对流层顶阻滞了垂直气流，聚集了对流层内上升的水汽、杂质，导致平流层很少出现云和降水。雨、雪、雷电等绝大部分物理过程均发生在对流层，但平流层也偶有天气现象发生，如中、高纬度（尤其是北欧等地）早、晚时偶可观测到由细小冰晶组成的，有珍珠斑色彩，薄而透明的珠母云（又叫贝母云），多出现在距地面22~27千米高度上。此外，对流层中积雨云发展非常旺盛时顶部也可能延伸到平流层底部。
尽管有对流层顶这一深厚的对流阻滞层存在，但同样由于这一层阻碍了平流层与对流层的物质交换，若由于火山喷发等原因大气污染物一旦进入了平流层，便难以消退，甚至可形成永久性平流层气溶胶霾层，强烈反射和散射太阳辐射导致对流层降温。
平流层的风向特点是：在中纬度地区，夏季为东风，冬季为西风。平流层环流变化常为对流层环流变化的先兆，因而对长期天气预报有参考价值。

## 气候和物理化学现象

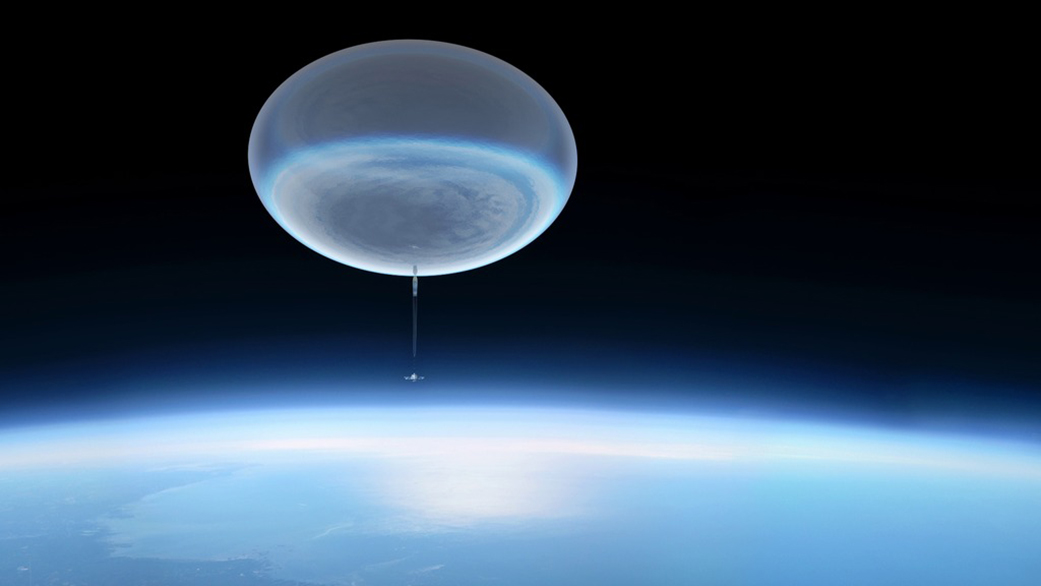
NASA的平流层气球（概念图）

平流層是一個放射性、動力學及化學過程都會有強烈反應的區域。因為其水平的氣態成份混合比起垂直的混合都來得要快。一個較為有趣的平流層環流特性是發生於熱帶地區的準雙年震盪（QBO）。這種現象由重力波引導，是由於對流層的對流而引至的。準雙年震盪引致了次級環流的發生，這對於全球性的平流層輸送諸如臭氧及水蒸氣等尤為重要。
在北半球的冬季，平流層突發性增溫經常發生。這是因為平流層吸收了羅斯貝波所致。

### 臭氧損耗
臭氧層的損耗主因，是因為平流層中存在著含氯氟烴（簡稱CFCs - 如CF2Cl2及CFCl3）。含氯氟烴是氯、氟及碳的聚合物。正因為含氯氟烴的穩定性、價錢低廉、無毒性、非易燃性、非腐蝕性，時常被用作噴霧劑、冷卻劑及溶劑等等。但正因它的穩定性卻使其持續存在於環境之中，不易化解。這些分子會逐漸地飄到平流層，繼而進行一連串的鏈鎖反應，最終會使到臭氧層受到損耗。
美國政府早於1980年已經禁止使用含氯氟烴作為噴霧劑。世界各國亦開始於1987年9月努力減少使用含氯氟烴，直至1996年，全球禁止工廠生產及釋放含氯氟烴的法例終於生效。